# Irvette van Zyl
Irvette van Zyl (née Irvette van Blerk le 5 juillet 1987 à Sandton), est une athlète sud-africaine.

## Carrière
A l'âge de 15 ans, elle remporte le Zevenheuvelenloop.
Elle participe au Marathon féminin aux Jeux olympiques d'été de 2012 mais ne finit pas la course. Elle est dixième du Marathon de Londres 2013.

## Vie privée
Elle est la femme de l'athlète L. J. van Zyl.